# Králka
Králka je vesnice a část obce Oleška v okrese Praha-východ. Nachází se asi 2,2 kilometru severovýchodně od Olešky, asi čtyři kilometry jihozápadně od Kouřimi a šest kilometrů východně od Kostelce nad Černými lesy.

## Historie
Historicky příslušela k faře Vitice, jako součást obce Dobré Pole (starší název Dobropůl).

## Rodáci
- Antonín Dědourek (1882–1964), nakladatel v Třebechovicích pod Orebem